# Sanco
El sanco, también sancocho, es un caldo espeso de las áreas rurales de Argentina preparada a base de sangre, generalmente vacuna, sancochada o medio cocida con grasa, harina, rodajas de cebolla y especias.

Básicamente el sancocho o sanco argentino se realiza con la sangre aún líquida obtenida del animal sacrificado, tal sangre es volcada, mientras se la revuelve,  en una olla o cacerola caliente mientras el recipiente metálico se mantiene caliente a fuego lento y se revuelve la sangre hasta que coagule; previamente o posteriormente se le pueden añadir los aliños ya mencionados. 